# East Feliciana Parish
East Feliciana Parish (franska: Paroisse de Feliciana Est) är ett administrativt område, parish, i delstaten Louisiana, USA. År 2010 hade området 20 267 invånare. Den administrativa huvudorten är Clinton.

## Geografi
Enligt United States Census Bureau har countyt en total area på 1 180 km². 1 174 av den arean är land och 6 km² är vatten.

### Angränsande områden
- Wilkinson County, Mississippi - nordväst
- Amite County, Mississippi - nordost
- Saint Helena Parish - öster
- East Baton Rouge Parish - syd
- West Feliciana Parish - väster